# San Marco dei Cavoti
San Marco dei Cavoti – miejscowość i gmina we Włoszech, w regionie Kampania, w prowincji Benewent.
Według danych na I 2004 gminę zamieszkiwały 3624 osoby przy gęstości zaludnienia 74,3 os./km².